# Ogaden
Ogaden je pokrajina na Rogu Afrike čiji je najveći dio današnja etiopska Regija Somali. 
To je teritorij oko kojeg se te zemlje spore još od 16. stoljeća, i zbog kog su više puta ratovale, posljednji put - 1977. – 1978. za Ogadenskog rata.

## Zemljopisne karakteristike
Ogaden ima površinu od oko 200 000 km², koja se prostire u istočnoj Etiopiji duž etiopsko -somalske granice, a djelomično i po Etiopskoj visoravni u kojoj su gradovi Harar i Dire Dawa. To je polupustinjski kraj, u kojem je najveća rijeka u regiji je Šebele, sa svojim sezonskim pritokama.
Vrlo je rijetko naseljen, a većina stanovnika su nomadski pastiri Somalijci, čiji su davni predci potisnuli starosjedioce narod Oromo prema Etiopskoj visoravni. 

## Vanjske poveznice
- Ogaden na portalu Encyclopædia Britannica (engl.)